# Ne brini
Ne brini prvi je studijski album srbijanske pjevačice Nataše Bekvalac. Izdala ga je izdavačka kuća City Records 2001. godine. Na albumu se nalazi osam pjesama.

## Popis pjesama
| Br. | Skladba                | Trajanje |
| --- | ---------------------- | -------- |
| 1.  | »Ne brini«             | 3:39     |
| 2.  | »Dečko ti si lud«      | 2:59     |
| 3.  | »Samo si moj«          | 3:34     |
| 4.  | »Miris«                | 3:39     |
| 5.  | »Laži me«              | 3:44     |
| 6.  | »Praznikom i nedeljom« | 3:45     |
| 7.  | »Zar s' njom«          | 3:03     |
| 8.  | »Najveći na svetu«     | 3:52     |

## Izdanja
| Regija         | Datum | Format(i)  | Izdavač      |
| -------------- | ----- | ---------- | ------------ |
| SR Jugoslavija | 2011. | CD, kaseta | City Records |